# Tensor de Weyl
Em geometria diferencial, o tensor da curvatura de Weyl, em homenagem a Hermann Weyl, é uma medida da curvatura do espaço-tempo ou, mais genericamente, uma 
variedade pseudo-Riemanniana. Como o tensor da curvatura de Riemann, o tensor de Weyl expressa a força de maré que um corpo sente quando se desloca ao longo de uma linha geodésica.

## Definição
O tensor de Weyl pode ser obtido a partir do tensor curvatura total, subtraindo a vários vestígios. Isso é mais facilmente feito escrevendo o tensor de Riemann como um (0,4) tensor valência (através da contratação com a métrica). A (0,4) valência Weyl tensor é então
{\displaystyle C=R-{\frac {1}{n-2}}\left(\mathrm {Ric} -{\frac {s}{n}}g\right)\wedge \!\!\!\!\!\!\bigcirc g-{\frac {s}{2n(n-1)}}g\wedge \!\!\!\!\!\!\bigcirc g}
onde n é a dimensão da variedade, g é a métrica, R é o tensor de Riemann, Ric é o tensor de Ricci, s é a escalar de curvatura, e {\displaystyle h\wedge \!\!\!\!\!\!\bigcirc k} representa o produto de Kulkarni-Nomizu de dois (0,2) tensores simétricos:
{\displaystyle (h\wedge \!\!\!\!\!\!\bigcirc k)(v_{1},v_{2},v_{3},v_{4})=}
{\displaystyle h(v_{1},v_{3})k(v_{2},v_{4})+h(v_{2},v_{4})k(v_{1},v_{3})\,}
{\displaystyle {}-h(v_{1},v_{4})k(v_{2},v_{3})-h(v_{2},v_{3})k(v_{1},v_{4})\,}
O valente normal (1,3) tensor de Weyl é dado através da contração acima, com o inverso da métrica.